# 筑波大学理療科教員養成施設

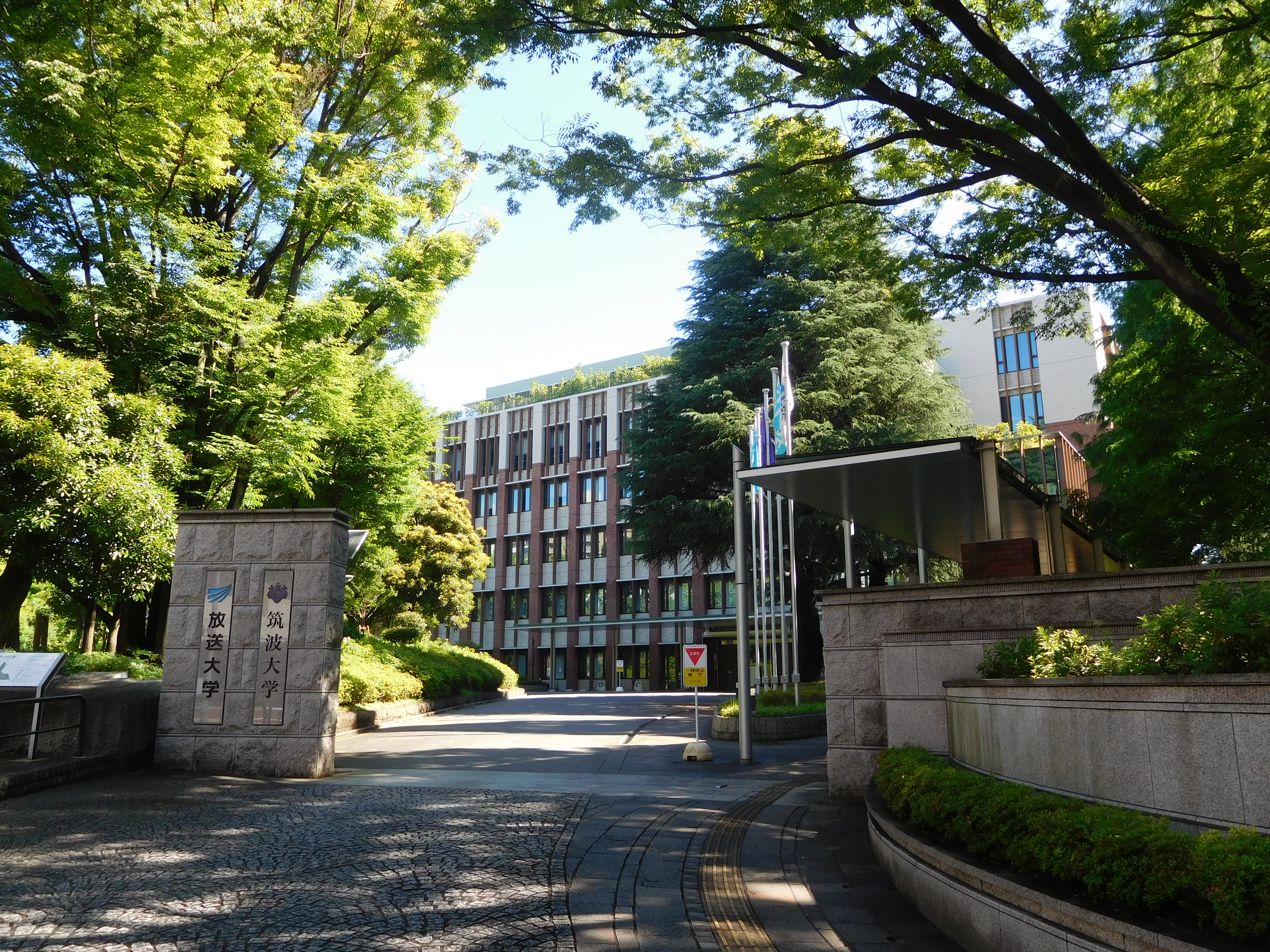
理療科教員養成施設の設置されている、筑波大学東京キャンパス文京校舎

筑波大学理療科教員養成施設（つくばだいがくりりょうかきょういんようせいしせつ）は、筑波大学学内共同教育研究施設（センター・その他）の一つである。この施設は、教育職員免許法施行規則（昭和二十九年十月二十七日文部省令第二十六号）第64条第1項表に基づく特別支援学校の理療科教員養成機関であり、筑波大学の東京キャンパス文京校舎にある。

## 修業年限
- 教員養成機関の修業年限は2年である。
- 他に、1年（更新可）の臨床専攻生と研究生の制度がある。ただし、教員免許の取得はできない。

## 履修科目
- 過年度に施行されたシラバスに基づく

一般科目
- 倫理学
- 福祉学
- 憲法
- 推計学
- コンピュータの基礎
- 第1外国語（英語）
- 第2外国語（選択）
  - ドイツ語
  - 中国語
- 体育
  - 体育理論
  - 体育実習
- 点字の実際
- コンピュータの実際

教職科目
- 教育原理
- 教育心理学
- 視覚障害学（視覚の生理・病理）
- 視覚障害心理
- 視覚障害教育
- 視覚障害指導法
- 視覚障害指導実習
- 理療科教育法
- 教育実習

視覚障害学 　
- 視覚の生理・病理

専門科目
- 解剖学
- 生理学
- 内科学
- 整形外科学
- 理療理論
- 理療実験実習
- 理療基礎実技
- 理療臨床論
- ポリクリニック
- 臨床検査学
- 東洋医学概論
- 理療基礎実技
- 総合臨床
- 卒業研究

## 進路
- 大部分は視覚特別支援学校に就職、勤務して学生を指導するが、中には治療院に勤務又は開業し、外部講師、非常勤講師の形で指導を行う者もいる。